# Barville (Orne)
Barville település Franciaországban, Orne megyében. Lakosainak száma 185 fő (2022. január 1.). Barville Pervenchères, Saint-Julien-sur-Sarthe, Saint-Léger-sur-Sarthe, Les Aulneaux, Vidai és Blèves községekkel határos.

## Népesség
A település népességének változása:
| Lakosok száma | 194  | 198  | 203  | 191  | 187  | 185  | 181  | 177  | 185  |
|               | 2013 | 2015 | 2016 | 2017 | 2018 | 2019 | 2020 | 2021 | 2022 |